# (3300) McGlasson
(3300) McGlasson – planetoida z pasa głównego asteroid okrążająca Słońce w ciągu 5 lat i 228 dni w średniej odległości 3,16 j.a. Została odkryta 10 lipca 1928 roku przez Harry’ego Edwina Wooda w Union Observatory w Johannesburgu. Nazwa planetoidy pochodzi od Vana McGlassona, szefa centrum obliczeń na Harvard-Smithsonian Center for Astrophysics. Nazwa zaproponowana przez Briana Marsdena, który zidentyfikował tą planetoidę. Przed nadaniem nazwy planetoida nosiła oznaczenie tymczasowe (3300) 1928 NA.